# Joan Amèric
Joan Amèric (Alcira, España, 19 de marzo de 1964) es un cantautor que se inscribe en la última hornada de voces de la canción en catalán/valenciano. Se le considera uno de los mejores exponentes de la música catalana y el «autor más destacado de su generación».

## Trayectoria
Comenzó su trayectoria en los años 1980, primero con el grupo Califat y luego en solitario, con varias actuaciones en la Comunidad Valenciana, abriendo en algunas ocasiones los conciertos de artistas consolidados como María del Mar Bonet o Lluís Llach.
El 1987 ganó el décimo premio del concurso de la canción de Salitja con la canción La idea podria enamorar-te.
Su primera material de larga duración, Tornar a l'aigua (1989), fue producido por Lluís Llach. Otras obras suyas son Escala de colors (Picap, 1992), Ànima, diari de les hores blaves (Alma, diario de las horas azules) (Picap, 1995) y Obert (Abierto) (Discmedi, 2000). En 2012 publicó Directament, la grabación en vivo del concierto de clausura del Barnasants 2011. En 2012 recibió el premio Barnasants al mejor concierto de la sección oficial.
La música de Amèric se compone de una temática romántica que abarca distintos estilos musicales. Las letras de sus canciones se basan en el amor y la vida.

## Discografía
Discografía completa de Joan Améric:
- Tornar a l'aigua (CBS, 1989)
- Escala de colors (Picap, 1992)
- Ànima. Diari de les hores blaves (Picap, 1995)
- Obert (Discmedi, 2000)
- Directament (2012)